# Raphael Assunção
Raphael O. Assunção, né le 19 juillet 1982 à Recife dans l'État du Pernambouc, est un pratiquant professionnel brésilien d'arts martiaux mixtes (MMA). Il combat actuellement à l'Ultimate Fighting Championship dans la catégorie des poids coqs.

## Distinctions
- Ultimate Fighting Championship
  - Combat de la soirée (une fois)

## Palmarès en arts martiaux mixtes
| 37 combats     | 28 victoires | 9 défaites |
| Par KO         | 4            | 3          |
| Par soumission | 10           | 2          |
| Sur décision   | 14           | 4          |

| Résultat | Record | Adversaire         | Méthode                       | Événement                                   | Date             | Round | Temps | Lieu                                   | Notes                    |
| -------- | ------ | ------------------ | ----------------------------- | ------------------------------------------- | ---------------- | ----- | ----- | -------------------------------------- | ------------------------ |
| Victoire | 28-9   | Victor Henry       | Décision unanime              | UFC Fight Night 212 - Grasso vs. Araujo     | 15 octobre 2022  | 3     | 5:00  | Las Vegas, Nevada, États-Unis          |                          |
| Défaite  | 27-9   | Ricky Simon        | KO (coups de poing)           | UFC Fight Night 199 - Lewis vs. Daukaus     | 18 décembre 2021 | 2     | 2:14  | Las Vegas, Nevada, États-Unis          |                          |
| Défaite  | 27-8   | Cody Garbrandt     | KO (coup de poing)            | UFC 250 - Nunes vs. Spencer                 | 6 juin 2020      | 2     | 4:59  | Las Vegas, Nevada, États-Unis          |                          |
| Défaite  | 27-7   | Cory Sandhagen     | Décision unanime              | UFC 241 - Cormier vs. Miocic 2              | 17 août 2019     | 3     | 5:00  | Anaheim, Californie, États-Unis        |                          |
| Défaite  | 27-6   | Marlon Moraes      | Décision unanime              | UFC Fight Night 144 - Assuncao vs. Moraes 2 | 2 février 2019   | 1     | 3:17  | Fortaleza, Ceará, Brésil               |                          |
| Victoire | 27-5   | Rob Font           | Décision unanime              | UFC 226 - Miocic vs. Cormier                | 7 juillet 2018   | 3     | 5:00  | Las Vegas, Nevada, États-Unis          |                          |
| Victoire | 26-5   | Matthew Lopez (en) | KO (coups de poing)           | UFC Fight Night: Poirier vs. Pettis         | 11 novembre 2017 | 3     | 1:50  | Norfolk, Virginie, États-Unis          | Performance de la soirée |
| Victoire | 25-5   | Marlon Moraes      | Décision partagée             | UFC 212                                     | 3 juin 2017      | 3     | 5:00  | Rio de Janeiro, Brésil                 |                          |
| Victoire | 24-5   | Aljamain Sterling  | Décision partagée             | UFC on Fox: Shevchenko vs. Peña             | 28 janvier 2017  | 3     | 5:00  | Denver, Colorado, États-Unis           |                          |
| Défaite  | 23-5   | T.J. Dillashaw     | Décision unanime              | UFC 200: Tate vs. Nunes                     | 9 juillet 2016   | 3     | 5:00  | Las Vegas, Nevada, États-Unis          |                          |
| Victoire | 23-4   | Bryan Caraway      | Décision unanime              | UFC Fight Night: MacDonald vs. Saffiedine   | 4 octobre 2014   | 3     | 5:00  | Halifax, Nouvelle-Écosse, Canada       |                          |
| Victoire | 22-4   | Pedro Munhoz       | Décision partagée             | UFC 170: Rousey vs. McMann                  | 22 février 2014  | 3     | 5:00  | Las Vegas, Nevada, États-Unis          |                          |
| Victoire | 21-4   | T.J. Dillashaw     | Décision partagée             | UFC Fight Night: Maia vs. Shields           | 9 octobre 2013   | 3     | 5:00  | Barueri, Brésil                        | Combat de la soirée      |
| Victoire | 20-4   | Vaughan Lee        | Soumission (armbar)           | UFC on Fuel TV: Nogueira vs. Werdum         | 8 juin 2013      | 2     | 1:51  | Fortaleza, Ceará, Brésil               |                          |
| Victoire | 19-4   | Mike Easton        | Décision unanime              | UFC on Fox: Henderson vs. Diaz              | 8 décembre 2012  | 3     | 5:00  | Seattle, Washington, États-Unis        |                          |
| Victoire | 18-4   | Issei Tamura       | TKO (poings)                  | UFC on FX: Belfort vs. Rockhold             | 11 juillet 2012  | 2     | 0:25  | San José, Californie, États-Unis       |                          |
| Victoire | 17-4   | Johnny Eduardo     | Décision unanime              | UFC 134: Silva vs. Okami                    | 27 août 2011     | 3     | 5:00  | Rio de Janeiro, Brésil                 | Début en poids coqs      |
| Défaite  | 16-4   | Erik Koch          | KO (poing)                    | UFC 128: Shogun vs. Jones                   | 19 mars 2011     | 1     | 2:32  | Newark, New Jersey, États-Unis         |                          |
| Victoire | 16-3   | LC Davis           | Décision unanime              | WEC 52: Faber vs. Mizugaki                  | 11 novembre 2010 | 3     | 5:00  | Las Vegas, Nevada, États-Unis          |                          |
| Défaite  | 15-3   | Diego Nunes        | Décision partagée             | WEC 49: Varner vs. Shalorus                 | 20 juin 2010     | 3     | 5:00  | Edmonton, Alberta, Canada              |                          |
| Défaite  | 15-2   | Urijah Faber       | Soumission (rear-naked choke) | WEC 46: Varner vs. Henderson                | 10 janvier 2010  | 3     | 3:49  | Sacramento, Californie, États-Unis     |                          |
| Victoire | 15-1   | - Yves Jabouin     | Décision partagée             | WEC 43: Cerrone vs. Henderson               | 10 octobre 2009  | 3     | 5:00  | San Antonio, Texas, États-Unis         |                          |
| Victoire | 14-1   | Jameel Massouh     | Décision unanime              | WEC 40: Torres vs. Mizugaki                 | 5 avril 2009     | 3     | 5:00  | Chicago, Illinois, États-Unis          |                          |
| Victoire | 13-1   | Joe Pearson        | TKO (poings)                  | IHC 12: Resurrection                        | 8 novembre 2008  | 1     | 0:12  | Chicago, Illino, Étisats-Unis          |                          |
| Victoire | 12-1   | Aaron Williams     | Soumission (armbar)           | AFL: Eruption                               | 7 mars 2008      | 1     | 3:22  | Lexington, Kentucky, États-Unis        |                          |
| Victoire | 11-1   | Kevin Gittemeir    | Décision unanime              | ISCF: Head-On Collision                     | 1er juin 2007    | 3     | 5:00  | Kennesaw, Géorgie, États-Unis          |                          |
| Victoire | 10-1   | Tyler Grunwald     | Soumission (triangle choke)   | ISCF: Battle of Rome 2                      | 21 avril 2007    | 1     | 0:56  | Rome, Géorgie, États-Unis              |                          |
| Défaite  | 9-1    | Jeff Curran        | Décision majoritaire          | XFO 13: Operation Beatdown                  | 11 novembre 2006 | 3     | 5:00  | Hoffman Estates, Illinois, États-Unis  |                          |
| Victoire | 9-0    | James Birdsley     | Soumisison (rear-naked choke) | CFC: Border Warz                            | 14 octobre 2006  | 3     | 1:42  | Colorado Springs, Colorado, États-Unis |                          |
| Victoire | 8-0    | Nick Mamalis       | Soumission (armbar)           | ROF 26: Relentless                          | 9 septembre 2006 | 1     | 3:35  | Castle Rock, Colorado, États-Unis      |                          |
| Victoire | 7-0    | Joe Lauzon         | Soumission (armbar)           | Absolute Fighting Championships 15          | 18 février 2006  | 2     | 4:37  | Fort Lauderdale, Floride, États-Unis   |                          |
| Victoire | 6-0    | William McGlothlin | Soumission (guillotine choke) | Full Throttle 4                             | 9 septembre 2005 | 2     | 3:58  | Duluth, Géorgie, États-Unis            |                          |
| Victoire | 5-0    | Jorge Masvidal     | Décision unanime              | Full Throttle 1                             | 21 avril 2005    | 3     | 5:00  | Duluth, Géorgie, États-Unis            |                          |
| Victoire | 4-0    | Brandon Bledsoe    | Soumission (armbar)           | ISCF: Compound Fracture 2                   | 4 février 2005   | 1     | 2:31  | Atlanta, Géorgie, États-Unis           |                          |
| Victoire | 3-0    | Chad Lawshe        | Soumission (guillotine choke) | ISCF: Compound Fracture                     | 15 octobre 2004  | 1     | 0:54  | Atlanta, Géorgie, États-Unis           |                          |
| Victoire | 2-0    | Scott Johnson      | Soumission (armbar)           | ISCF: Anarchy in August 2                   | 7 août 2004      | 1     | 2:41  | Atlanta, Géorgie, États-Unis           |                          |
| Victoire | 1-0    | Chris Clark        | TKO (poings)                  | ISCF: Friday Night Fight                    | 23 janvier 2004  | 1     | N/A   | Atlanta, Géorgie, États-Unis           |                          |